# Sechura (pustynia)

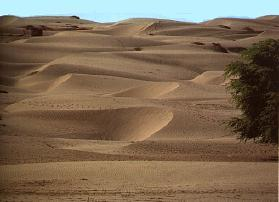
Wydmy na pustyni Sechura

Sechura – pustynia piaszczysta, leżąca w północno-zachodnim Peru, w Andach Północnych. Zajmuje powierzchnię ok. 12 tys. km². Od zachodu obszar pustyni zamyka Ocean Spokojny, od wschodu – Kordyliera Zachodnia. Na wybrzeżu znajdują się słone jeziora i bagna.